# Тамбо (река)
Тамбо (шп. Río Tambo) је река у Јужној Америци, у Перуу, која настаје спајањем река Перене и Ене код града Пуерто Прадо, на 400 м надморске висине у подгоринама Анда. Река Тамбо након 159 км свога тока, спаја се реком Урубамба, на надморској висини од 287 м и формира реку Укајали, која је једна од две главне притока реке Амазон. Река Тамбо је део водотока који води до најудаљенијег извора Амазона.